# Obereopsis partenigrosternalis
Obereopsis partenigrosternalis är en skalbaggsart som beskrevs av Stefan von Breuning 1968. Obereopsis partenigrosternalis ingår i släktet Obereopsis och familjen långhorningar.
Artens utbredningsområde är Laos. Inga underarter finns listade i Catalogue of Life.